# Фрата (Потенца)
Фрата (итал. Fratta) је насеље у Италији у округу Потенца, региону Базиликата.
Према процени из 2011. у насељу је живело 17 становника. Насеље се налази на надморској висини од 730 м.